# Списки кавалеров ордена Святого Георгия
Списки кавалеров ордена Святого Георгия
Известны несколько официальных списков кавалеров ордена Святого Георгия. Наиболее авторитетными считаются:
- Список В. К. Судравского «Кавалеры ордена Святого Великомученика и Победоносца Георгия за 140 лет (1769—1909 гг.)» («Военный сборник». 1909. № 3—12; 1910. № 1—12). Список включает порядковый номер (нумерация доведена только до 1813 года, далее без номера), фамилию, имя и отчество кавалеров, фрагменты наградных листов с описанием подвига, дату награждения, чин и занимаемую кавалером должность на момент награждения, для некоторых кавалеров указана дата смерти. К недостаткам этого списка следует отнести не полное число кавалеров, удостоенных ордена 4-й степени за выслугу лет и морские кампании. Также пропущен ряд лиц, удостоенных за военные заслуги.
- Список В. С. Степанова и Н. И. Григоровича в книге «В память столетнего юбилея Императорского военного ордена святого великомученика и Победоносца Георгия. (1769—1869)» (СПб., 1869.). В части кавалеров ордена 1, 2 и 3-й степеней список идентичен данным Судравского. Кавалеры 4-й степени представлены значительно полнее — всего по 30 августа 1869 г. в списке значится 10256 фамилий. Список включает порядковый номер, дату награждения, фамилию, имя и отчество, воинское звание кавалера и указание на его смерть (в виде знака †). В отличие от списка Судравского, здесь не были включены лица, впоследствии за разные проступки лишённые ордена.

Список Судравского является официальным изданием Военного Министерства, список Степанова и Григоровича издан Министерством Двора и Уделов (в ведении которого находился Капитул Императорских и Царских орденов). Каждый из списков содержит свою нумерацию кавалеров, поэтому номера по спискам кавалеров 4-й степени не совпадают.
В 2004 году был опубликован биобиблиографический справочник «Военный орден Святого Великомученика и Победоносца Георгия. Именные списки 1769—1920» (М., «Русский міръ». 928 с.), составленный В. М. Шабановым. В части кавалеров периода 1769—1869 годов он с незначительными исправлениями повторяет список Степанова—Григоровича. Кавалеры за последующий период представлены наиболее полно, по сравнению с другими публикациями. В частности в нём приведены максимально охватывающие данные на награждённых в Первую мировую войну и кавалеров времён Гражданской войны в России. В списке кавалеров Первой мировой войны также указаны награждённые и Георгиевским оружием.